# Nick Robinson (diễn viên Mỹ)
Nicholas John "Nick" Robinson (sinh ngày 22 tháng 3 năm 1995) là một diễn viên người Mỹ. Khi còn bé, anh xuất hiện trong các tác phẩm sân khấu A Christmas Carol và Mame (cả năm 2008), sau đó anh đóng vai chính trong bộ phim truyền hình Melissa & Joey. Anh tiếp tục đóng vai phụ trong bộ phim khoa học viễn tưởng Jurassic World (2015), một trong những bộ phim có doanh thu cao nhất mọi thời đại, và đóng vai chính trong một số bộ phim tuổi teen, bao gồm The Kings of Summer (2013), The 5th Wave (2016), và Everything, Everything (2017) và Thương mến, Simon (2018).

## Cuộc sống cá nhân
Robinson sinh ngày 22 tháng 3 năm 1995 ở Seattle, Washington, là con cả trong bảy anh chị em. Anh có hai người anh chị cùng cha khác mẹ con của bà vợ trước của cha mình. Mẹ anh là Denise Podnar. Anh tốt nghiệp trường Campbell năm 2013. trong khi được biết đến với vai nhân vật chính gay trong Thương mến, Simon, Robinson đã nói trên The Ellen DeGeneres Show rằng mình không phải là gay, nhưng mà em trai của anh là gay và đã công khai là gay trong quá trình sản xuất bộ phim này.

## Sự nghiệp
Ở tuổi 11, Robinson đã diễn xuất chuyên nghiệp lần đầu trong một chuyển thể sân khấu A Christmas Carol của Charles Dickens.
Năm 2008, một người bạn ở nhà hát đã gợi ý cho cha mẹ Robinson rằng Nick nên gặp gỡ với nhà tìm kiếm tài năng của Hollywood, Matt Casella, người đã nói về Robinson, "Nó là một đứa trẻ có tài, với một tài năng phi thường và năng khiếu, chưa kể đến một sự thông minh, tốt bụng, một đứa trẻ sáng tạo với một nụ cười tuyệt vời. Nick đã sẵn sàng cho LA [Los Angeles]." Casella sau đó giới thiệu anh với một vài hãng và cuối cùng đã ký với hãng Savage ở Los Angeles. Cuộc đình công Nghiệp đoàn biên kịch gia Hoa Kỳ 2007–08 đã khiến anh và bố mẹ trở về Washington, nơi anh tiếp tục biểu diễn trên sân khấu trong và quanh Seattle.
Năm 2018, Robinson đóng vai chính Simon Spier trong bộ phim tuổi teen về công khai đồng tính Thương mến, Simon. Bộ phim được coi là bước đột phá vì đây là bộ phim từ hãng phim lớn đầu tiên tập trung vào chuyện tình lãng mạn đồng tính nam tuổi teen. Diễn xuất của Robinson trong vai Simon đã nhận được sự hoan nghênh của giới phê bình. Sau khi đọc kịch bản, Robinson tiết lộ rằng anh đã phá vỡ quy tắc không đóng vai học sinh trung học nữa của chính mình vì anh thấy tầm quan trọng về mặt văn hóa của bộ phim. Năm đó, Robinson có tên trong danh sách "30 Under 30" của Forbes ở hạng mục Hollywood & Entertainment.